# Bolvadin
Bolvadin est une ville et un district de la province d'Afyonkarahisar dans la région égéenne en Turquie.

## Géographie
La ville se trouve au centre-est de la  Turquie dans la Modèle:Région Ege.

## Histoire
Bolvadin est l'une des plus anciennes colonies d'Anatolie, fondée dans la vallée de la Phrygie, dans l’ancien Paroreos,
en 8000 av. J.-C.. Elle est proche de l'ancienne cité romaine puis byzantine de Polybotos.

## Administration
Le maire de Bolvadin est Fatih Kayacan depuis 2014. Il a été réélu en 2018